# Вільний (хутір)
Вільний — хутір Остерського району, Чернігівської області.
До 1945 року носило назву - Упирі .

## Назва
Автентична назва населеного пункту - Упирі, ймовірно походить від прізвища Упир, яке свою чергу виникло з назви міфологічної істоти - упиря.

## Історія
Станом сер. ХІХ ст. в Упирях, селі біля річки Остер, було 5 дворів і трохи більше 50 душ люду.  В 1924 році на хуторі Упирі Остерської сільради вже 15 господарств, і 72 чоловік мешканців. 
В 1945 році хутір Упирі рішення Президії Верховної ради УРСР було переіменовано на "хутір Вільний". Під цією ж назвою він і значиться в довідку Адмін. поділу УРСР за 1946 рік, але вже в межах Старгородської сільради Остерського району. 
Станом на поч. ХХІ куток в межах міста Остра.